# Петен (департамент)
Петен (ісп. Petén) — департамент у північній частині Гватемали. Петен є найбільшим за площею департаментом країни — 33 854 км², що становить близько третини усієї площі Гватемали. Адміністративний центр — місто Флорес.

## Географія

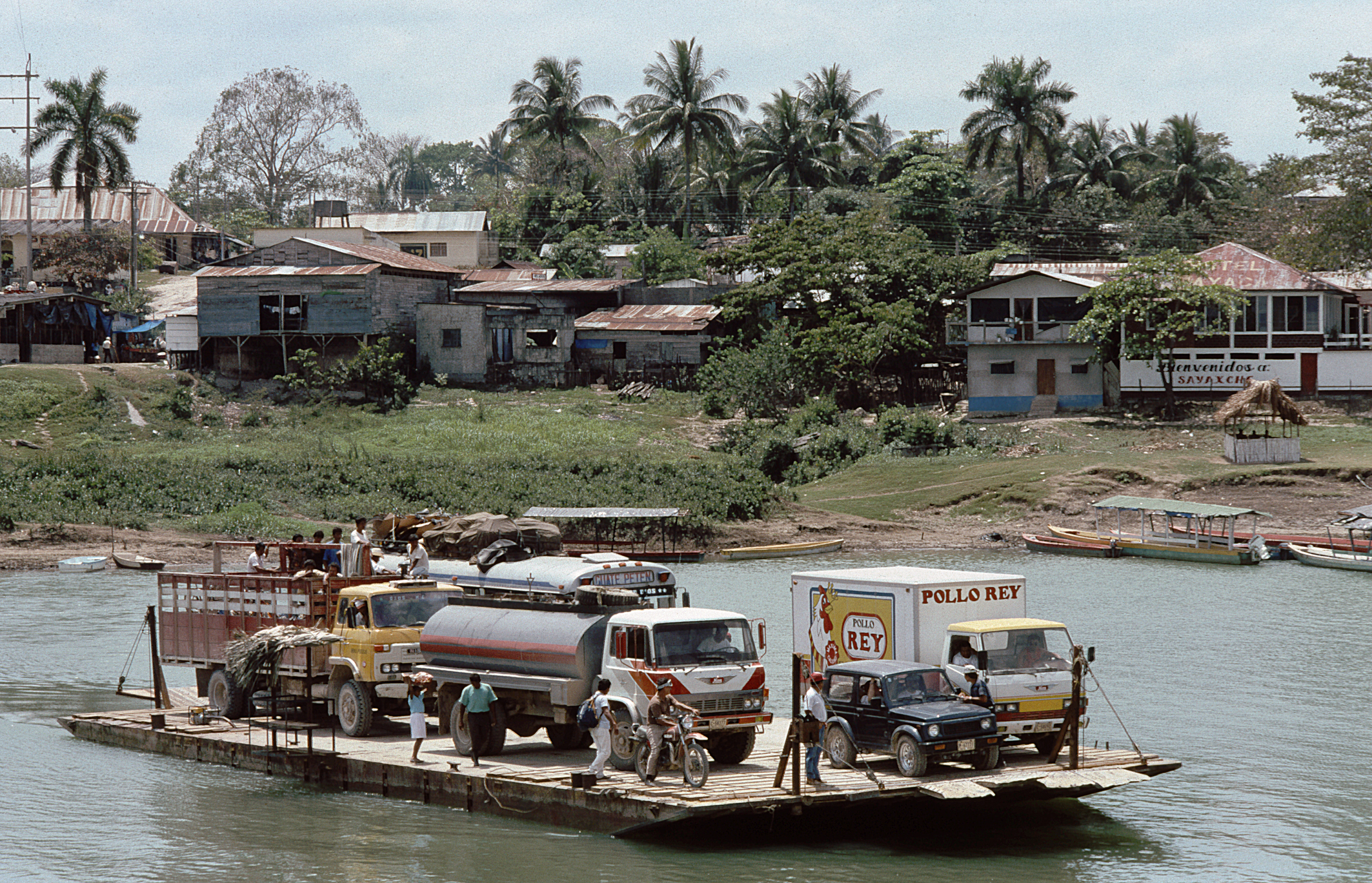
Поромна переправа у Саяшче

Департамент Петен межує на сході з Белізом, на півночі та заході — з Мексикою, на півдні Петен межує з департаментами Альта-Верапас та Ісабаль. Більша частина західного кордону з Мексикою формується річкою Усумасінта та її притокою Салінас. Південну межу департаменту утворюють річки Грасіас-Диос та Санта-Ізабель.

## Клімат
Клімат у Петені тропічний, середньорічна температура +23 — +27 °С. За рік випадає 1500—2500 мм. З листопада по квітень — літо, з травня по жовтень — зима, пори року розрізняються лише кількістю опадів і нічними температурами (взимку температура повітря опускається до −10 °С, на плоскогір'ї — до 0 °С. 
У зимовий період через велику кількість опадів трапляються урагани та повені.

## Історія
Департамент Петен було утворено указом уряду Гватемали від 8 травня 1866 року.
Починаючи з 1960-х років уряд Гватемали пропонував землю у Петені будь-якому громадянину, готовому за неї заплатити збір у розмірі $ 25. З метою залучення туристів до регіону було збудовано невеликі аеропорти у Флоресі й Тікалі. На початку 1970-х років було відкрито автомобільний шлях з Тікаля до Белізу.
З 1990-х років спостерігався притік населення до Петену. У зв'язку з цим виникла проблема знищення лісів у південній частині департаменту. Для боротьби з надмірним вирубуванням президент Гватемали Альваро Колом запропонував розширити розміри охоронних зон навколо археологічних об'єктів мая, особливо навколо Ель-Мірадор.

## Релігія
Близько 44,7 % населення Петену сповідують католицьку релігію, проте в роки після Другої світової війни помітно зріс вплив протестантських місіонерів. У департаменті міцно закріпилися баптистська, єпископальна, лютеранська, пресвітеріанська церкви, а також мормони, проте найбільшим впливом користуються євангелічні групи протестантських фундаменталістів, керівники яких здебільшого належать до індіанців або ладіно. 
| % Католицтво | % Євангельські церкви | % Інші | % Атеїсти, агностики |
| ------------ | --------------------- | ------ | -------------------- |
| 44,7%        | 36,9%                 | 0,8 %  | 18,7%                |

## Муніципалітети

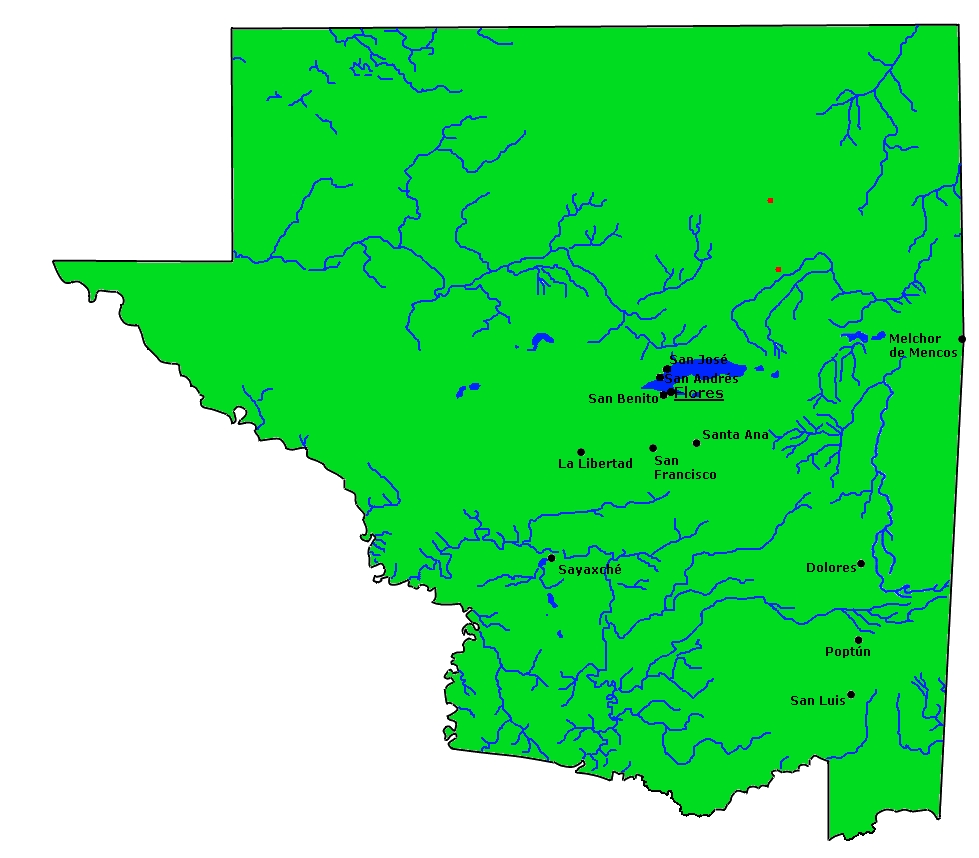
Карта Петену з основними поселеннями та водоймами

Петен складається з 12 муніципалітетів (населення за даними 2000 року)
- Долорес — 26 269 осіб
- Флорес — 22 594 осіб
- Ла-Лібертад — 79 416 осіб
- Мельчор-де-Менкос — 23 813 осіб
- Поптун — 30 386 осіб
- Сан-Андрес — 15 103 осіб
- Сан-Беніто — 23 752 осіб
- Сан-Франциско — 8 066 осіб
- Сан-Хосе — 3 602 осіб
- Сан-Луїс — 44 903 осіб
- Санта-Ана — 7 792 осіб
- Саяшче — 47 693 осіб